# Marehra
Marehra è una suddivisione dell'India, classificata come municipal board, di 17.772 abitanti, situata nel distretto di Etah, nello stato federato dell'Uttar Pradesh.